# Kabei - Our Mother
Kabei - Our Mother (母べえ Kābē?) è un film del 2008, diretto da Yōji Yamada.
Il soggetto è tratto dal romanzo autobiografico di Teruyo Nogami, la quale ha lavorato per molti anni col regista Akira Kurosawa, spesso come segretaria di produzione. Nel film si ripercorrono le drammatiche conseguenze che una famiglia visse nel Giappone dei primi anni '40 a causa del nazionalismo che fu poi responsabile anche dei catastrofici esiti patiti dall'intero paese a seguito della partecipazione alla seconda guerra mondiale.

## Trama
Tokyo, 1940. La vita della famiglia Nogami viene stravolta quando il padre, Shigeru, stimato professore di lingua e letteratura tedesca, già vessato dalla censura, una fredda notte di febbraio viene arrestato per le sue idee politiche.
Sua moglie Kayo, "Kabei" per le figlie, lavora senza sosta per mantenere la famiglia, già in difficoltà economiche prima di rimanere senza capo famiglia. Ad aiutarla giungono la giovane e bella cognata Hisako e Yamazaki, un ex studente di Shigeru, generoso e imbranato.
Per un breve periodo è affiancata anche dallo schietto zio Senkichi, un uomo che mette il denaro al primo posto e che dunque si scontra con il carattere intellettuale di tutti gli altri componenti adulti della famiglia. Anche lui però non accetta gli eccessi del nazionalismo che vanno sempre più accentuandosi, e per non peggiorare le cose, dopo una breve permanenza a Tokyo, torna a Nara.
Quindi anche Hisako deve tornare ad Hiroshima per prendersi cura della madre anziana. In occasione del suo addio, Kayo prende coscienza che Yamazaki è innamorato di lei. Con il marito in condizioni sempre peggiori e costretto a ritrattare un memoriale nel quale spiegava di non essere un traditore della patria, Kayo è disconosciuta dal padre, comandante di polizia che ha visto chiudere in malo modo la sua carriera per colpa di un genero tacciato di tradimento.
Nel dicembre del 1941 con l'attacco di Pearl Harbor si ha un'escalation dell'impegno militare giapponese. Shigeru muore in prigione e poco più tardi, Yamazaki, esonerato in precedenza, è richiamato alle armi. Kayo soffre terribilmente questa separazione che si aggiunge ai dolori già patiti. 
Con i bombardamenti di Hiroshima e Nagasaki del 1945 finisce la guerra ma non la sofferenza. La zia Hisako muore vittima delle radiazioni, mentre un giorno Kayo apprende da un commilitone di Yamazaki che lo stesso è morto annegato in un trasferimento su una nave colpita da un siluro.
Molti anni più tardi, Teruyo è un insegnante d'arte e viene chiamata dalla sorella Hatsuko perché la madre è in fin di vita. Raggiunta la madre in ospedale, Teruyo cerca di consolarla dicendo che presto incontrerà le tante persone care che ha perso, primo fra tutti l'amato "Tobei". La madre, con un filo di voce, le sussurra che lei il marito lo vorrebbe vivo in questo mondo.

## Distribuzione

### Edizione italiana
In Italia, il film è stato trasmesso per la prima volta in televisione il 18 marzo 2018 dalla trasmissione televisiva Fuori orario, in onda su Rai 3, all'interno di una rassegna cinematografica dedicata a Yōji Yamada.

## Riconoscimenti
- 2009 - Asian Film Awards[4]
  - Nomination per la Miglior attrice a Sayuri Yoshinaga
- 2009 - Awards of the Japanese Academy[4]
  - Nomination per il Miglior film a Yōji Yamada
  - Nomination per il Miglior regista a Yōji Yamada
  - Nomination per la Miglior attrice a Sayuri Yoshinaga
  - Nomination per il Miglior attore non protagonista a Tadanobu Asano
  - Nomination per la Miglior attrice non protagonista a Rei Dan
  - Nomination per la Migliore sceneggiatura a Yōji Yamada e Emiko Hiramatsu
  - Nomination per la Migliore fotografia a Mutsuo Naganuma
  - Nomination per il Miglior montaggio a Iwao Ishii
  - Nomination per la Migliore colonna sonora a Isao Tomita
  - Nomination per le Migliori luci a Takeshi Nakasu
  - Nomination per il Miglior direttore artistico a Mitsuo Degawa
  - Nomination per il Miglior sonoro a Kazumi Kishida
- 2008 - Festival internazionale del cinema di Berlino
  - Nomination per l'Orso d'Oro